# چیدی ایموه
چیدی ایموه (انگلیسی: Chidi Imoh؛ زادهٔ تاریخ ورودی نامعتبر است) ورزشکار دو و میدانی اهل نیجریه است.
وی در مسابقات کشوری و بین‌المللی در مجموع برندهٔ ۵ مدال طلا، ۲ مدال نقره، ۱ مدال برنز شده‌است.